# Flughafen Gießen

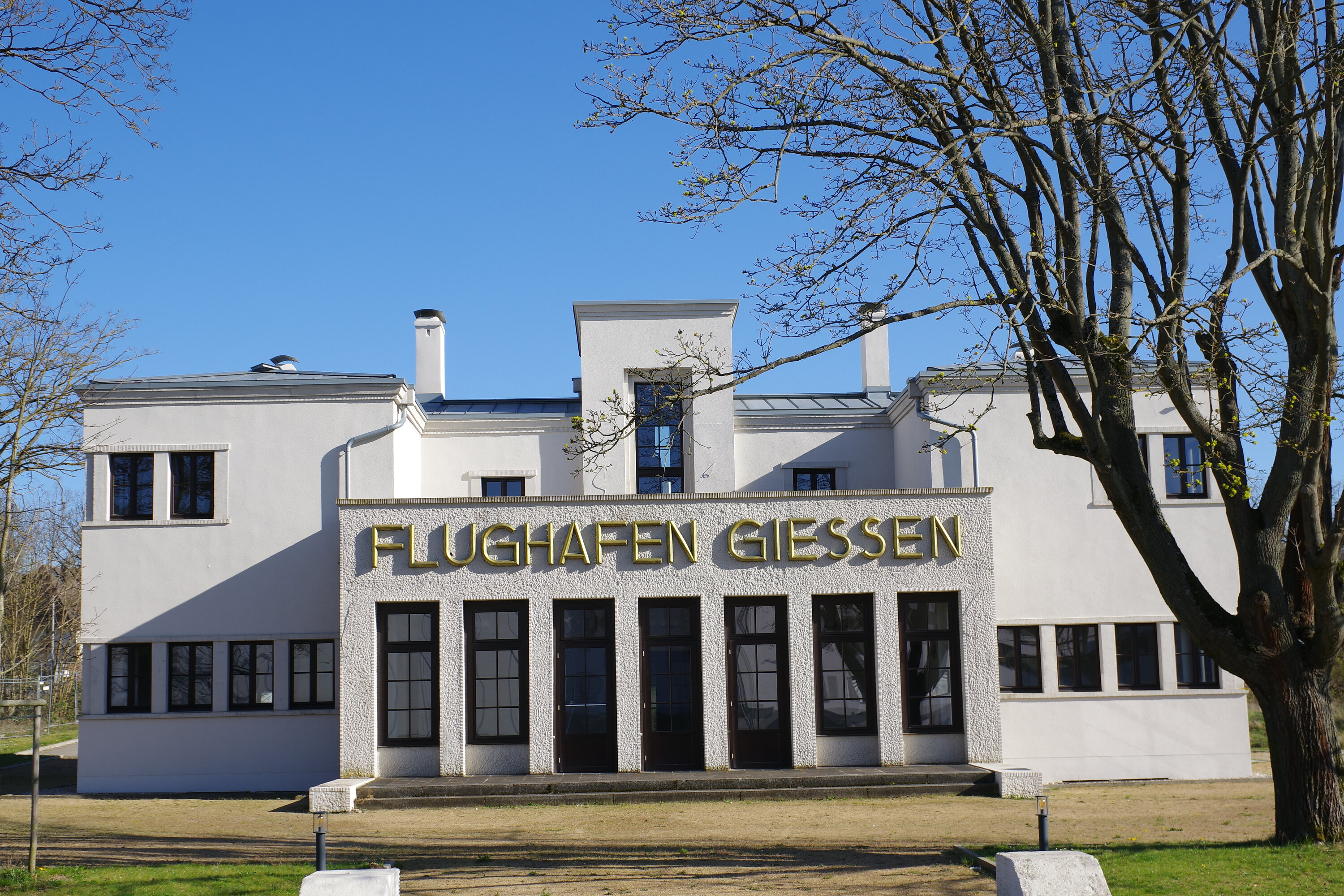
Renoviertes Empfangsgebäude, 2025

Der Flughafen Gießen war ein Flugplatz in Gießen, Mittelhessen. Er wurde 1925 als Verkehrsflughafen errichtet, 1937 in einen Militärflugplatz umgewandelt und blieb dies bis Kriegsende.

## Geografische Lage
Der Flughafen lag auf einem Gelände zwischen der Kernstadt von Gießen und Rödgen. Er nahm eine Fläche von knapp 41 ha ein. Der Haltepunkt Gießen Flughafen lag an der Vogelsbergbahn.

## Zivilflughafen

### Bau
1924 richtete das Reichsverkehrsministerium die Bitte an die Stadt Gießen, einen „flugplanmäßigen Kurierdienst“ einrichten zu lassen. Dies wurde auch von der Provinz Oberhessen und IHK Gießen unterstützt. Ende April 1925 stellte der Finanzausschuss des Landtags des Volksstaates Hessen eine Anschubfinanzierung von 25.000 RM zur Verfügung.
Als Träger für das Projekt sollte eine Luftverkehrs AG Oberhessen-Lahngau (Oblag) gegründet werden. Am 29. Mai 1925 beschloss die Stadtverordnetenversammlung von Gießen, sich daran mit 50.000 RM zu beteiligen. Daneben stellte sie noch im gleichen Jahr ein Gelände, „Am Stolzen Morgen“, für den Flughafen zur Verfügung und trug die Kosten des Flughafenbaus, insgesamt 104.000 RM. Um den Betrieb sofort aufnehmen zu können, wurde als Empfangsgebäude zunächst ein einfacher Holzbau errichtet. Die Eröffnungsfeier fand am 5. Juli 1925 in Anwesenheit des Flugzeugbauers Hugo Junkers statt. Das Gelände des Flughafens erwies sich in der Folge als zu feucht. Die Nässe führte regelmäßig zu Schäden an der Landebahn. 1926 und 1927 erfolgten daher mit Mitteln des Deutschen Reiches umfangreiche Drainagen. Neben dem neuen Empfangsgebäude 1927 folgten baulich 1929 ein Hangar und weitere Nebengebäude.

### Betrieb
Erste Linienflüge der Oblag verbanden Gießen mit Frankfurt am Main. Die Oblag vereinbarte mit der Südwestdeutschen Luftverkehrsgesellschaft (ab 1926: Deutsche Luft Hansa), Gießen in deren Liniennetz einzubinden. Die Lufthansa bediente zunächst die Strecke Gießen–Frankfurt, kurz darauf auch in nördlicher Richtung die Strecke Gießen–Kassel–Hannover. Bereits im ersten Betriebsjahr, 1926, wurde der Flughafen an 149 Tagen angeflogen, 1931 an 129 Tagen. Insgesamt erfolgten in diesem Jahr 2.252 Starts. Trotzdem wurde wegen zu geringer Fluggastzahlen der Betrieb 1933 bis auf Zubringerflüge nach Frankfurt eingestellt.

## Militärische Nutzung

### Luftwaffe
Nach der Machtergreifung der Nationalsozialisten begann eine umfangreiche Aufrüstung. Ab 1934 untersuchte das Luftamt Münster und später das dortige Luftkreiskommando IV unter strenger Geheimhaltung die Umwandlung des Flughafens in einen Militärflugplatz. Zum 31. März 1936 wurde der Pachtvertrag der Oblag über das Flughafengelände gekündigt. Im Juli 1936 fanden hier die letzten zivilen Flüge statt. Ab 1937 wurde die Anlage zum Militärflugplatz umgebaut, insbesondere die Landebahn verlängert. Vorangegangen war der Anschluss des Flugplatzes an die Vogelsbergbahn (ca. Streckenkilometer 7,5), an der es auch einen Haltepunkt „Gießen-Flughafen“ gab. Spätestens ab dem 1. Mai 1939 diente der Flughafen dem Kampfgeschwader 55 „Greif“ der Luftwaffe, das hier stationiert wurde.

### US Army

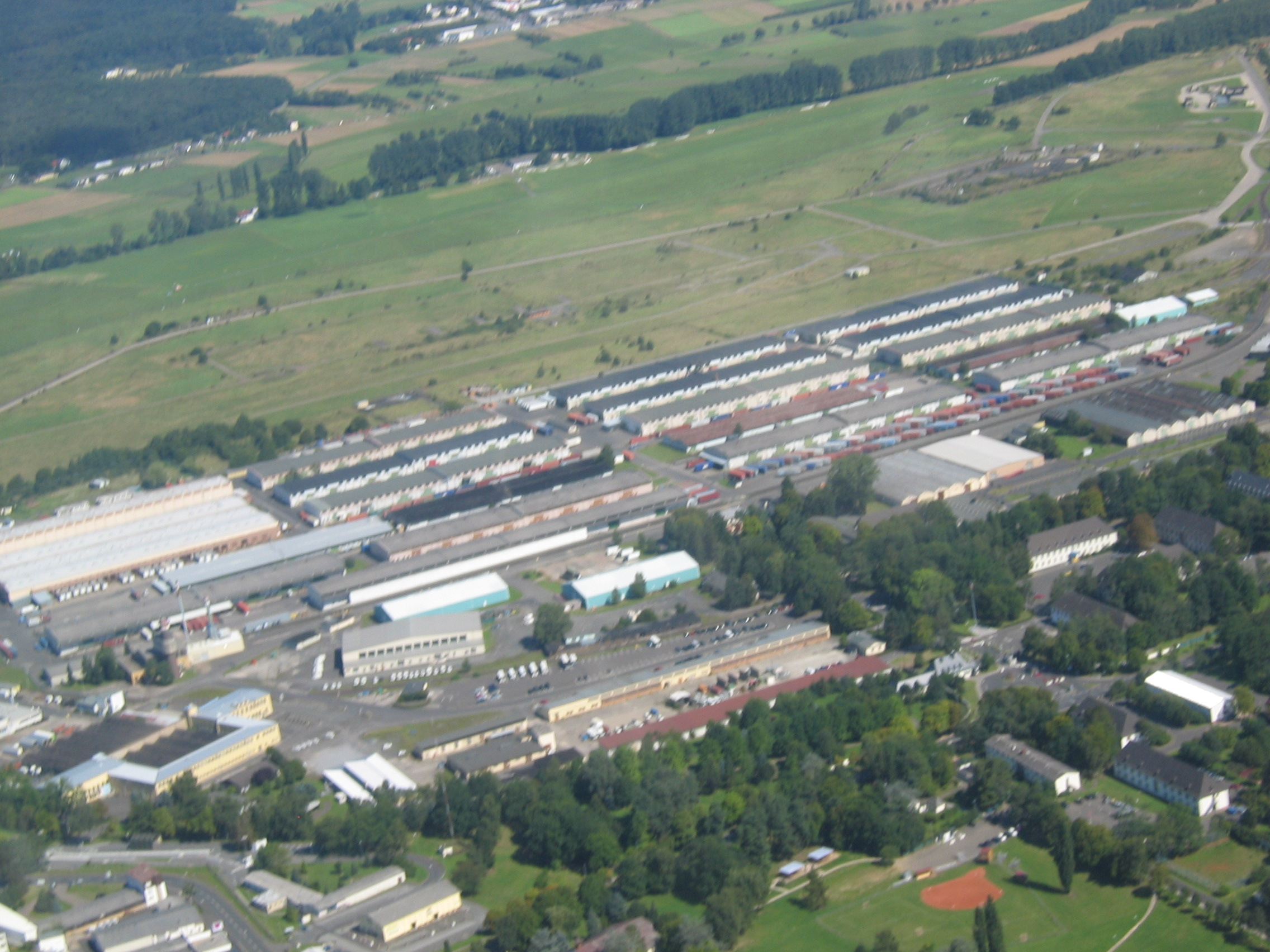
Das inzwischen aufgegebene US-Depot auf dem Gelände des ehemaligen Flughafens (September 2005)

Nach dem Zweiten Weltkrieg übernahmen die US-amerikanischen Streitkräfte die Anlage. Am 30. März 1945 wurde der Flugplatz als Advanced Landing Ground ALG Y-84 Giessen durch die United States Army Air Forces (USAAF) in Betrieb genommen.
Noch vor 1960 entstand hier das Hauptquartier der 42nd Artillery Group.
Auf dem ovalen Rollfeld errichteten die Streitkräfte das US-Depot Gießen mit der Europa-Zentrale der armeeeigenen Konsumgüterversorgungskette AAFES (inklusive Güterumschlagszentrum). Der militärische Teil des US-Depots wurde 2007 geschlossen, die letzten zivilen Teile des AAFES-Betriebs 2015. Die Liegenschaft wurde an die Stadt Gießen zurückgegeben. Brach liegende Teile des Geländes wurden von der Bundesanstalt für Immobilienaufgaben verwertet.

## Empfangsgebäude

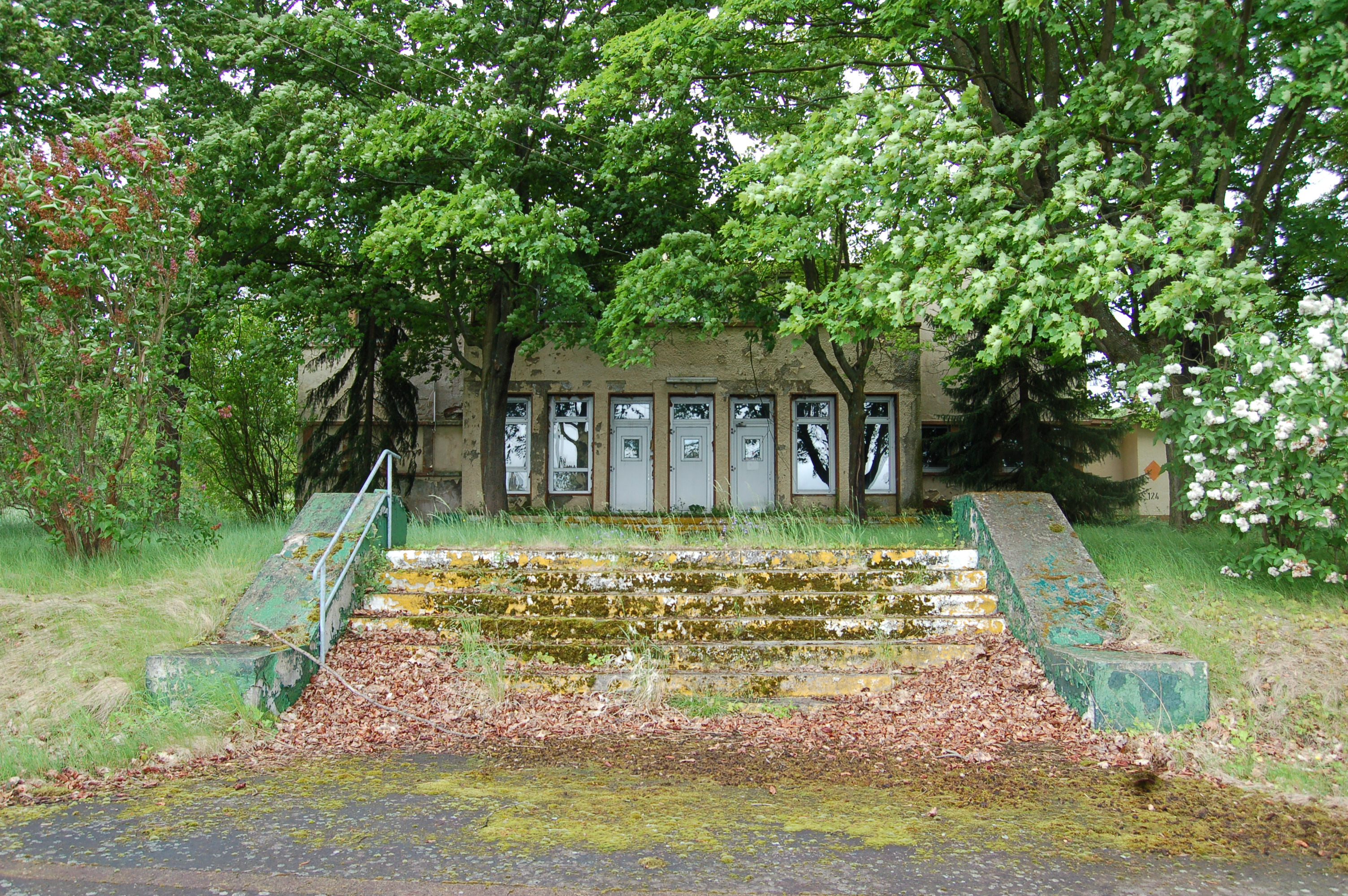
Das historische Flughafengebäude vor Beginn der Renovierung

Schon im Jahr der Eröffnung, 1925, begann die Planung für ein festes Empfangsgebäude. Aus der Anfangsphase liegen dafür zwei Entwürfe vor, einer im rückwärtsgewandten Heimatstil, orientiert an Goethes Gartenhaus in Weimar, und einer in futuristischen Formen des Bauhausstils. An letzterem orientierte sich 1927 die Luftverkehrs AG Oberhessen-Lahngau, als sie das Empfangsgebäude errichtete. Die Planung lag in den Händen des Stadtbauamtes Gießen. Baubeginn war der 27. März 1927, der Rohbau war am 8. Juni 1927 fertiggestellt. Das am 27. September 1927 eröffnete Gebäude hatte 75.000 RM gekostet.

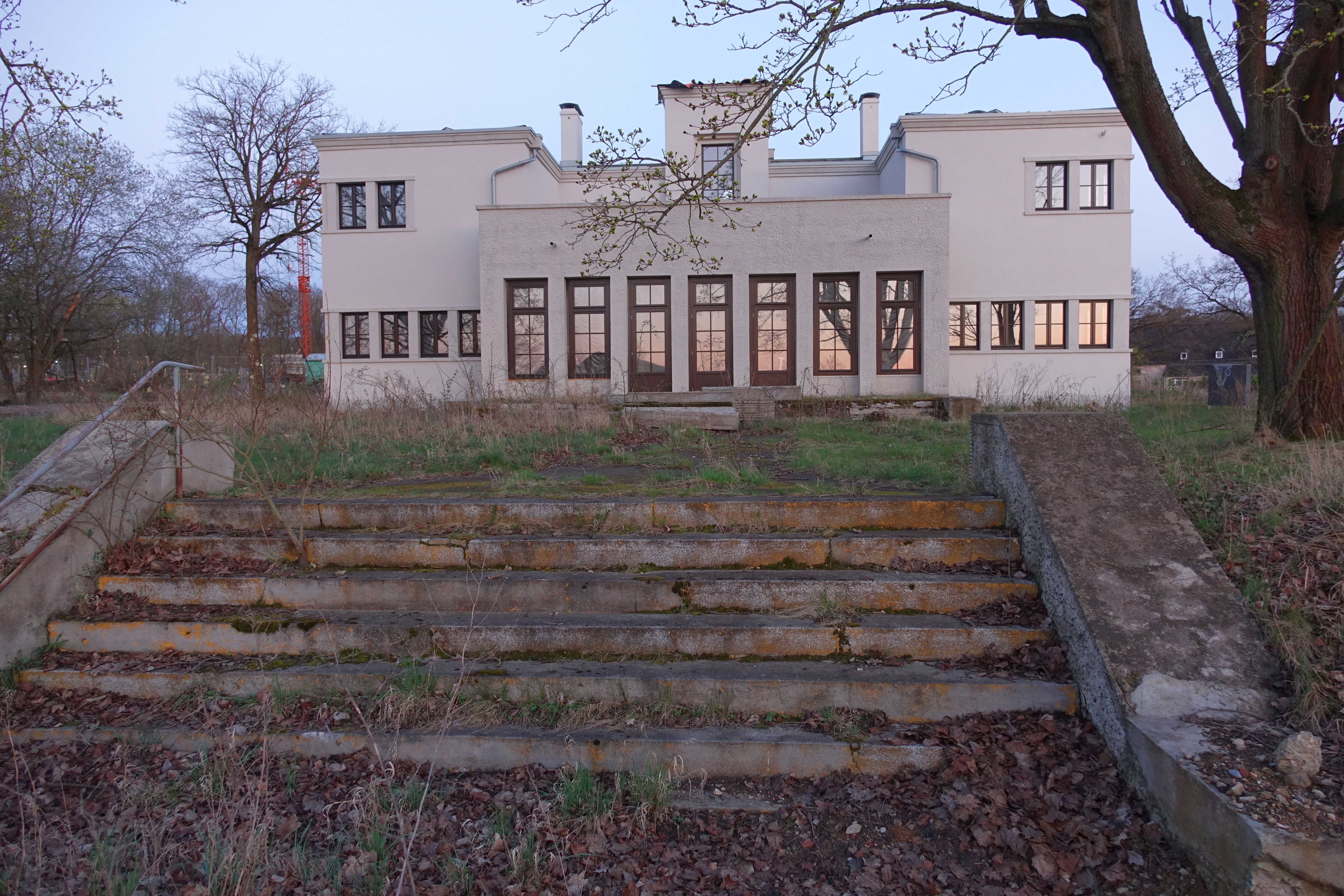
Renoviertes Empfangsgebäude, Flugfeldseite (Frühjahr 2018)

Es hat zwei Vollgeschosse. Markant ist der in der Mitte liegende Treppenturm, der als einziges Gebäudeteil eine gerundete Form aufweist, die nach außen gestellt ist. Im Erdgeschoss befand sich, dem Flugfeld zugewandt, in der Mitte des Gebäudes der Speisesaal des Restaurants. Dessen Flachdach diente als Aussichtsterrasse. Alle anderen Gebäudeteile tragen Pfettendächer, die aber so flach gehalten sind, dass sie wie Flachdächer wirken. Im Erdgeschoss befanden sich neben dem Gastraum Annexräume, die vom Hauptraum durch große Schiebetüren getrennt waren, und die Küche. Im ersten Stock waren Büros, Gästezimmer, in denen Übernachtung möglich war, und die Pächterwohnung. Für die Fassadengestaltung wurden Ortbeton, Kunststein und Kratzputz eingesetzt. Die Sprossen der Fenster und die Türen waren ursprünglich in einem dunklen Blau gestrichen, gingen in der Nutzungsgeschichte des Gebäudes – bis auf geringe Reste – aber verloren. Ebenso verloren ist der markante Schriftzug aus Großbuchstaben auf der dem Flugfeld zugewandten Seite: FLUGHAFEN GIESSEN. Er war wahrscheinlich aus Messingblech gefertigt.
Die moderne Innenausstattung des Gebäudes wurde schon seit Ende der 1920er Jahre zurückgenommen und durch eine bürgerlich-repräsentative Ausstattung im damaligen Zeitgeschmack ersetzt.
Die Nutzung des Gebäudes durch das Militär hinterließ Spuren. Es gab bauliche Veränderungen und Abnutzung. Nach dem Abzug der letzten Nutzer 2007 drohte es zu verfallen. Das Empfangsgebäude ist wegen seiner künstlerischen, stadtgeschichtlichen und verkehrsgeschichtlichen Bedeutung ein Kulturdenkmal nach dem Hessischen Denkmalschutzgesetz. Es gilt als ein „herausragendes Denkmal der Moderne“.
Nach einer vom Landesamt für Denkmalpflege Hessen in Auftrag gegebenen Untersuchung, die 2013 vorlag, fand sich mit der Revikon GmbH ein privater Investor, der das Gebäude übernahm und seit 2015 schrittweise renoviert hat. Es soll Büros der Revikon aufnehmen und den Firmen des Gewerbegebiets für Feiern und Empfänge zur Verfügung stehen.

## Zwischenfälle
- Am 18. April 1945 verunglückte eine Douglas DC-3/C-47A-15-DK der United States Army Air Forces (USAAF) (Luftfahrzeugkennzeichen 42-92913) beim Start vom Militärflugplatz Gießen. Es gab keine Todesfälle. Das Flugzeug wurde zerstört.[14]